# 真壁かずみ
真壁 かずみ（まかべ かずみ、1月2日 - ）は、日本の女性声優。ジャストプロ所属。福岡県出身。

## 略歴
以前は賢プロダクションに所属していた。
フリー期間を経て現在ジャストプロ所属。

## 人物
ゼンデイヤの吹き替えをほぼ専属担当している。
趣味は一眼レフ、紅茶、スクラッチアート。特技は書道、ハンドボール投げ。
資格は日本漢字能力検定準二級。

## 出演作品
※太字はメインキャラクター。

### 吹き替え

#### 担当女優
ゼンデイヤ
- グッドラック・チャーリー（ロッキー・ブルー）
- グレイテスト・ショーマン（アン・ウィーラー）
- シェキラ!（ロッキー・ブルー）
- スパイダーマン（MCU）シリーズ（ミシェル・”MJ”・ジョーンズ）
  - スパイダーマン:ホームカミング
  - スパイダーマン:ファー・フロム・ホーム
  - スパイダーマン:ノー・ウェイ・ホーム

- ゾーイの秘密アプリ（ゾーイ）
- ティーン・スパイ K.C.（K.C. クーパー）
- ディズニー・フレンズ・フォー・チェンジ ゲームズ（本人役）
- 天才学級アント・ファーム（セコイヤ）
- ピクシー・ホロウ・ゲームズ 妖精たちの祭典（ファーン）
- フレネミーズ（ハリー・ブランドン）
- マルコム&マリー（マリー）
- ワルノリ!どっきりギャング（本人役）

#### 映画
- マンディ 地獄のロード・ウォリアー（マンディ・ブルーム）
- ウーマン・イン・ブラック 亡霊の館
- エクスペンダブルズ2（ピラー）
- クロッシング（チャンテル）
- トランス
- サンザシの樹の下で
- 裏切りのサーカス
- ストレージ24（サラ）
- バッドトリップ! 消えたNO.1セールスマンと史上最悪の代理出張（演芸会MC）
- フライトナイト/恐怖の夜
- ホステル3（アンカ）
- ライフ・オブ・パイ/トラと漂流した227日（パイの妻）
- リンカーン
- リンカーン/秘密の書[9]
- バッド・アス
- ザ・ベビーシッター（ソーニャ〈ハナ・メイ・リー〉）
- ザ・ベビーシッター キラークイーン（ソーニャ〈ハナ・メイ・リー〉）
- カラー・アウト・オブ・スペース -遭遇-（テレサ・ガードナー〈ジョエリー・リチャードソン〉[10]）
- ウェイティング・バーバリアンズ 帝国の黄昏（少女〈ガナ・バヤルサイハン〉[11]）
- バニシング：未解決事件
- SP 国家情報局：Mr.ZOO（キム・ソヒョン〈ミン局長〉[12]）
- オペレーション:マリア（マリア〈マリヤ・ルゴヴァヤ〉）
- 2:22（サラ〈テリーサ・パーマー〉）
- フローズン・ストーム（ナオミ〈ジェネシス・ロドリゲス〉[13]）

#### ドラマ
- 孫悟空の遊勇伝（三蔵法師）
- iCarly
- Dr.HOUSE８
- アンフォゲッタブル 完全記憶捜査
- キャッスル 〜ミステリー作家は事件がお好き
- 救命医ハンク3 セレブ診療ファイル
- キング 〜Two Hearts（イ・ジェシン（イ・ユンジ））
- CSI:ニューヨーク7、8
- ディフェンダーズ 闘う弁護士（アナ）
- 善徳女王
- 馬医
- HAWAII FIVE-0（ブランディ）
- ビクトリアス
- 私が愛したヘミングウェイ
- THE KILLING〜闇に眠る美少女〜
- ファッション王（マ・ボンスカ）
- 武神（テ氏夫人）
- HOMELAND（ファテイマ）
- ホワイトチャペル3 終わりなき殺意
- ライ・トゥ・ミー 嘘の瞬間
- プレミアム・ラッシュ
- ラブレイン
- 仮面の王 イ・ソン
- シカゴ・メッド
- SHERLOCK
- マンハッタン計画 核兵器の歴史（ライザ・ウィンター）
- マイ・ヒーリング・ラブ～あした輝く私へ～（イム・チウ〈ソ・ユジン〉）
- 真心が届く～僕とスターのオフィス・ラブ！？～(イム・ユニ、イ作家)
- ホワイトハウス・ファームの惨劇～バンバー家殺人事件～(ダニエル、ヘザー)
- ホイール・オブ・タイム（ナイニーヴ・アル＝メアラ〈ゾーイ・ロビンス〉[14]）
- 上陽賦～運命の王妃～（皇太后[15]）
- SKYキャッスル～上流階級の妻たち～（イ・ミョンジュ、キム・ジュヨン〈キム・ソヒョン〉）
- ヒョンジェは美しい～僕が結婚する理由（わけ）～（ヒョン・ミレ）

#### アニメ
- びっくりスケアリー（スー）
- ムークのせかいりょこう（トゥーサン）
- LEGO スター・ウォーズ エンパイア・ストライクス・アウト
- ウルフウォーカー

### テレビアニメ
- はじめの一歩 New Challenger（2009年、記者）
- よくわかる現代魔法（2009年）
- ファイ・ブレイン 神のパズル（2012年、男の子）
- トレインヒーロー（2013年、シエテ）
- 翠星のガルガンティア（2013年、子供D）

### 劇場アニメ
- トレインヒーロー（2014年、シエテ）

### ゲーム
2000年代
- あさき、ゆめみし（2009年、鄕長）
- ルミナスアーク3 アイズ（2009年、男の子）
- fallout3（2009年、フェイドラ）

2010年代
- イナズマイレブン3 世界への挑戦!!（2010年、少年2）
- 最後の約束の物語（2011年、トビー)
- アサシンクリード3（2012年）
- ＨALO4（2012年）
- SOUL SACRIFICE（2012年）
- レイトン教授と超文明Aの遺産（2013年）
- ライトニング リターンズ ファイナルファンタジーXIII（2013年）
- Far Cry3（2013年）
- スターウォーズ　バトルフロント（2015年）
- 進撃の巨人（2016年）

2020年代
- 女神降ろし（2020年、暴走魔竜ファフニール）
- エゴエフェクト：フラクタス（2021年）
- トモダチクエスト（2022年、悪神ロキ）
- ヒロコレ～あつまれ英雄！爽快バトル～（2023年、イフリート）

### ドラマCD
- じみちょス
- 君の名を知る（ローリィ[16]）

### ボイスオーバー
- マーサ・スチュワート
- AMCシアター社員教育用ビデオ
- クリスティンの奇妙なお菓子教室（クリスティン・マコーネル）
- ナショナルジオグラフィック
  - 「記憶力の不思議」
  - 「オーストラリアの危険生物」
- ディスカバリーチャンネル「ミリタリー大百科」
- BS世界のドキュメンタリー
  - 「シリーズイギリスの今　ギャレス・マローンと“軍人の妻”合唱団!」（NHK BS1）
- 地球ドラマチック
  - 「解明！ネコの不思議」
  - 「古代マヤ文字を解読せよ」
  - 「“アジアゴイ”の侵入を防げ！～北米五大湖に迫る危機～」
  - 「ブラジルに出現　謎のカメ　～ウミガメ保護の最前線～」
  - 「野生へ！動物の赤ちゃん成長記　第１回　ナマケモノが肺炎に！」
  - 「野生へ！動物の赤ちゃん成長期　第２回　アリクイがアリを食べる特訓！」
  - 「ある肖像画の謎　～ダ・ヴィンチ説を追う～」
  - 「巨大竜巻を追え！　～警報システム最前線～」
  - 「ニック・ハミルトン　～カーレーサーへの挑戦～」
  - 「あなたがどこにいても　～アフガン派遣兵士の妻たちは歌う～」
  - 「“エトワール”をめざして　～パリ・オペラ座バレエ学校の子どもたち～」
- 健康バラエティ ドクター・オズ・ショー
- ジャパニーズゲームショー「マジで！？」（キャシー、オルガ）
- 子育てリアリティ　出張しつけ相談

### テレビドラマ
- 24時間テレビ

### 舞台
- あの、煌めきの日々よ（博多演劇プロジェクトPAL）
- 風の街ルーン（劇団オキナワ月光舎） - カズ（主役）
- 小さな箱の中で（天下布舞）
- スクールデュオ8期公演『フラガール』‐佐々木初子
- 朗読劇「注文の多い料理店」（賢プロ新鮮組）
- 朗読劇「葉桜と魔笛」（スクールデュオ）
- 君の名を知る（劇団Galassia☆）-ローリィ（ヒロイン）
- 夏希（天下布舞）-夏希（主役）
- キトクな人（天下布舞）
- サイゴとサイショ（天下布舞）
- 27thキネコ国際映画祭
- 朗読劇「隣人-Neighbor-」（若手声優団体声珈琲）-悠木佳枝（ナレーション）
- その一歩（天下布舞）-森口奈央（ヒロイン）